# Kenyansk shilling
Kenyansk shilling (KSh – Kenyan shilling) är den nationella valutan i Kenya. Valutakoden är KES. 1 shilling delas i 100 cent.
Valutan infördes 1966 och ersatte den östafrikanska shillingen som använts i Kenya, Uganda, Tanganyika, Zanzibar och Brittiska Somaliland. Östafrikanska gemenskapen har föreslagit att en gemensam, östafrikansk shilling återinförs.

## Användning
Valutan ges ut av den kenyanska centralbanken, Central Bank of Kenya (CBK), som grundades 1966 och har huvudkontoret i Nairobi. Banken ersatte den tidigare East Africa Currency Board (EACB). Den kenyanska shillingen anses vara den stabilaste valutan i Östafrika, och den används också i närliggande, mindre stabila områden som södra Sudan och Somalia.

## Valörer

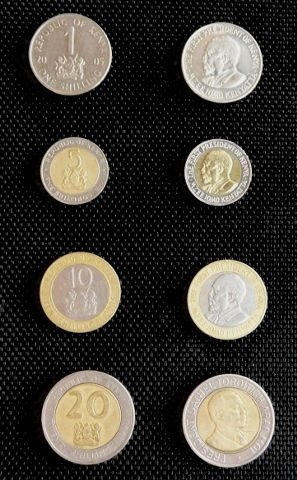
1-, 5- och 10-shillingsmynt med Jomo Kenyattas porträtt, samt 20-shillingsmynt med Daniel Arap Moi.

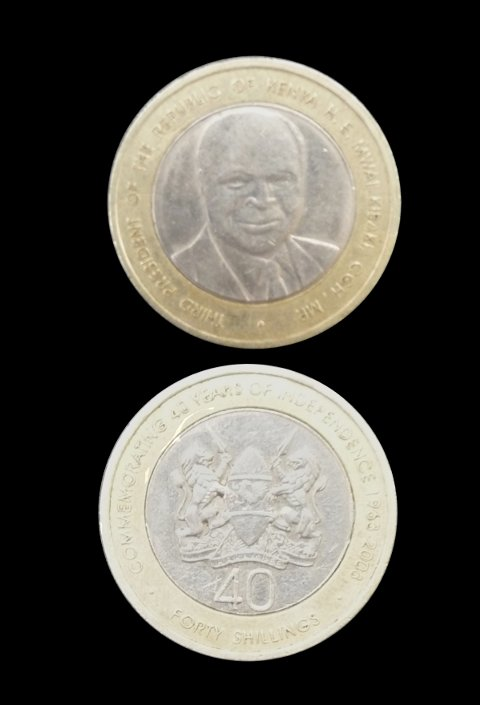
40-shillingsmynt, ett jubileumsmynt med Mwai Kibakis porträtt som utgavs 2006.

Följande valörer var i cirkulation hösten 2008.
- Mynt: 1, 5, 10, 20 och 40 shilling; 5, 10 och 50 cent
- Sedlar: 10, 20, 50, 100, 200, 500 och 1000 shilling